# Blind pissebedje
Het blind pissebedje (Metatrichoniscoides leydigi, voorheen Trichoniscus leydigi) is een pissebed uit de familie Trichoniscidae. De wetenschappelijke naam van de soort is voor het eerst geldig gepubliceerd in 1880 door Weber.
De soort leeft diep onder de grond en komt nooit aan het oppervlak. In het najaar zijn ze echter wel wat dichter aan het oppervlak te vinden en zo makkelijker war te nemen; in de zomer zoeken ze diepere oorden op om uitdroging tegen te gaan. Het dier heeft geen ogen en is dus blind, zoals de naam aangeeft. De pissebed is pigmentloos, doorschijnend wit, is zo'n 1,8 tot 3,2 millimeter groot en is volledig bedekt met knobbeltjes. Vaak is het darmkanaal als een donkere middenstreep te zien. Op de antennes bevinden zich veel kegelvormige groepjes stekels.
De soort komt voor in West-Europa, maar is er zeldzaam. In Nederland wordt hij wel frequent waargenomen, voornamelijk in de zeekleigebieden in het westen, nabij kleine beken in landbouwgebied. In België dateert de eerste zekere waarneming uit 2015, op zes plaatsen in Oost- en West-Vlaanderen. In de jaren 50 van de twintigste eeuw werden mogelijk al vrouwtjes van de soort gevonden, maar determinatie is enkel mogelijk met mannetjes. Hoewel het aantal waarnemingen laag is, is de soort mogelijk niet zeldzaam. Net als Nederland zou de soort er vooral in zeekleigebied voorkomen.